# 维塞林·托帕洛夫

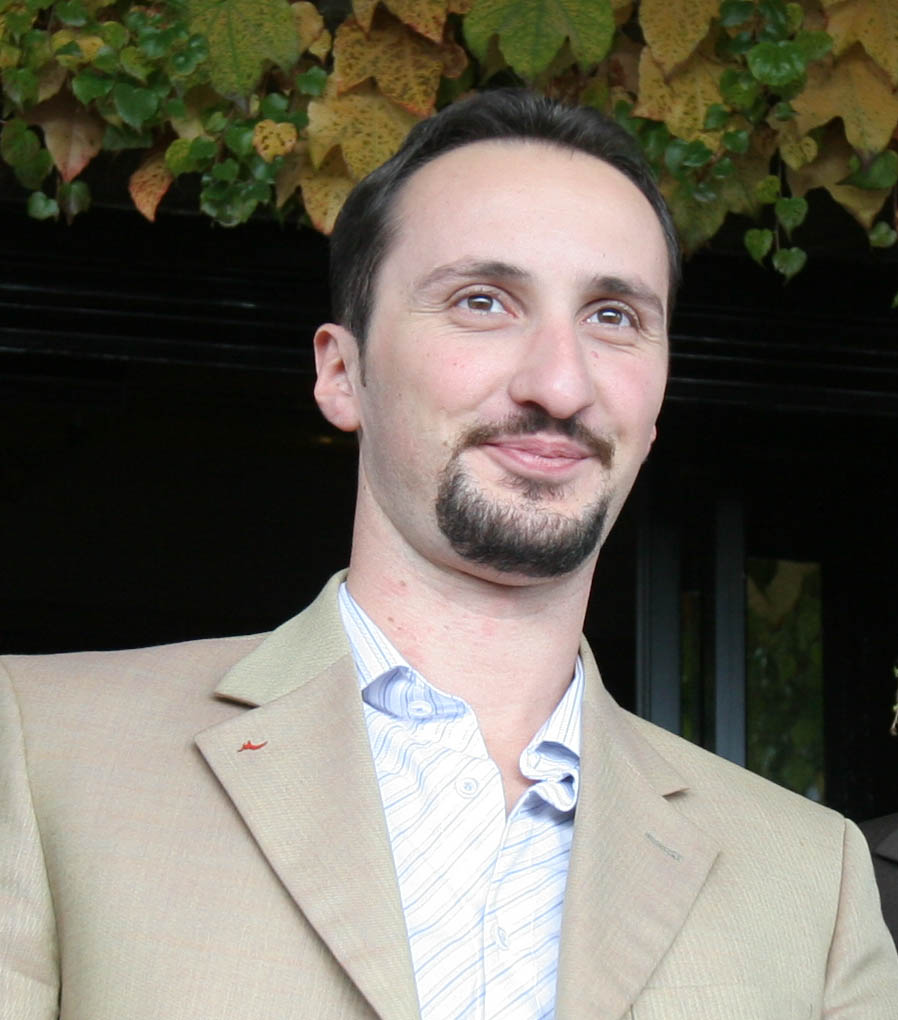
韦塞林·托帕洛夫

韦塞林·亚历山德罗夫·托帕洛夫（1975年3月15日—），保加利亚职业国际象棋国际特级大师，2005年获国际棋联世界冠军，同年获国际象棋奥斯卡奖。2006年10月国际棋联等级分达到2813，名列世界第二，当年在同传统国际象棋世界冠军弗拉基米尔·鲍里索维奇·克拉姆尼克的十二番争棋中落败。其后他与美国的加塔·卡姆斯基争夺2009年世界冠军挑战权並且擊敗加塔。卡姆斯基獲得與世界冠軍棋手阿南德挑戰的權利。